# Аньхой Цзюфан
«Аньхой Цзюфан» (кит. упр. 安徽九方) — бывший китайский футбольный клуб, выступавший в г. Хэфэй, провинция Аньхой. Владельцем команды была корпорация Аньхой Цзяжунь Групп (англ. Anhui Jiarun Group). Команда была образована в ноябре 2005 года. В сезоне 2008 года команда смогла завоевать повышение в классе и выйти во второй дивизион. Перед началом сезона 2011 года команда была продана «Тяньцзинь Жуньюйлун» вместе с её местом во втором дивизионе.

## Результаты
За всё время существования
| Сезон    | 2005 | 2006 | 2007 | 2008 | 2009 | 2010 |
| -------- | ---- | ---- | ---- | ---- | ---- | ---- |
| Дивизион | 3    | 3    | 3    | 2    | 2    | 2    |
| Место    | 4    | 3    | 3    | 4    | 7    | 9    |